# Viktoras Rinkevičius
Viktoras Rinkevičius (ur. 11 marca 1950 w Inturkė w rejonie malackim) – litewski polityk, przedsiębiorca rolny i samorządowiec, działacz Litewskiego Związku Zielonych i Rolników, poseł na Sejm Republiki Litewskiej.

## Życiorys
W 1969 ukończył technikum rolnicze, a w 1982 studia na wydziale inżynierskim Litewskiej Akademii Rolniczej. Pracował na różnych stanowiskach w kołchozach, następnie w administracji rolnej i lokalnej. Od 1989 do 1990 był przewodniczącym komitetu wykonawczego rejonu birżańskiego. W latach 1992–2000 zajmował stanowisko dyrektora przedsiębiorstwa Biržų žemtiekimas, powrócił do niego w 2008 jako dyrektor generalny.
Od 1990 zaangażowany w działalność polityczną w ramach Litewskiej Partii Chłopskiej. Po przekształceniach partyjnych w 2001 został członkiem Związku Partii Chłopskiej i Nowej Demokracji, na bazie którego powstał następnie jednolity Litewski Ludowy Związek Chłopski, przemianowany później na Litewski Związek Rolników i Zielonych. Objął funkcję wiceprzewodniczącego tego ugrupowania.
W latach 2000–2003 był radnym rejonu birżańskiego. Powrócił do lokalnego samorządu w 2011. W latach 2000–2008 przez dwie kadencje sprawował mandat posła na Sejm. W wyborach w 2016 ponownie został wybrany do litewskiego parlamentu.

## Odznaczenia
- Krzyż Oficerski Orderu Wielkiego Księcia Giedymina – 2003[4]
- Medal Rady Bałtyckiej – 2018[5]